# Clara-Eva Dahlbom
Clara Vilhelmina Teodora Eva Gustava (Clara-Eva) Dahlbom, född 5 juni 1886 i Övraby församling i Kristianstads län, död 22 januari 1973 i Hedvig Eleonora församling i Stockholm, var en svensk konstnär.
Hon var dotter till Wilhelm Dahlbom och Emilia Stenbeck och brorsdotter till Johan Dahlbom.
Dahlbom studerade vid Tekniska skolan i Stockholm samt i München 1912–1914, Florens 1921–1923 och i Paris 1924 och under ett stort antal studieresor i Europa bland annat till Jugoslavien och Tyskland. En tid vistades hon i Kuba. Hon ställde under flera år ut tillsammans med sin far på olika platser i landet och hon medverkade sedan 1920 i Skånes konstförenings utställningar ett flertal gånger. Separat ställde hon ut första gången 1925 i Malmö. Hennes konst består av barnporträtt och landskapsmålningar.
Dahlbom är gravsatt i familjegrav på Sankt Peters klosters kyrkas kyrkogård i Lund.